# Iffigwaterval
De Iffigwaterval is een reeks van watervallen in de gemeente Lenk in het Zwitserse kanton Bern.
Boven Iffigwatervallen strekt zich het Iffigdal uit met de Iffigenalp. Onder deze alp valt de Iffigbach van de ongeveer 200 m hoge en steile wand met meerdere cascaden naar beneden. Tot op heden is de natuurlijke waterval niet toegankelijk gemaakt. De grootste waterval heeft een hoogte van 112 meter en behoort tot de mooiste watervallen van het kanton Bern. Vanuit Lenk kan men over paden langs de waterval naar de Iffigenalp wandelen. De waterval ligt in het Natuurbeschermingsgebied Gelten-Iffigen.